# Bissau (Guinee-Bissau)

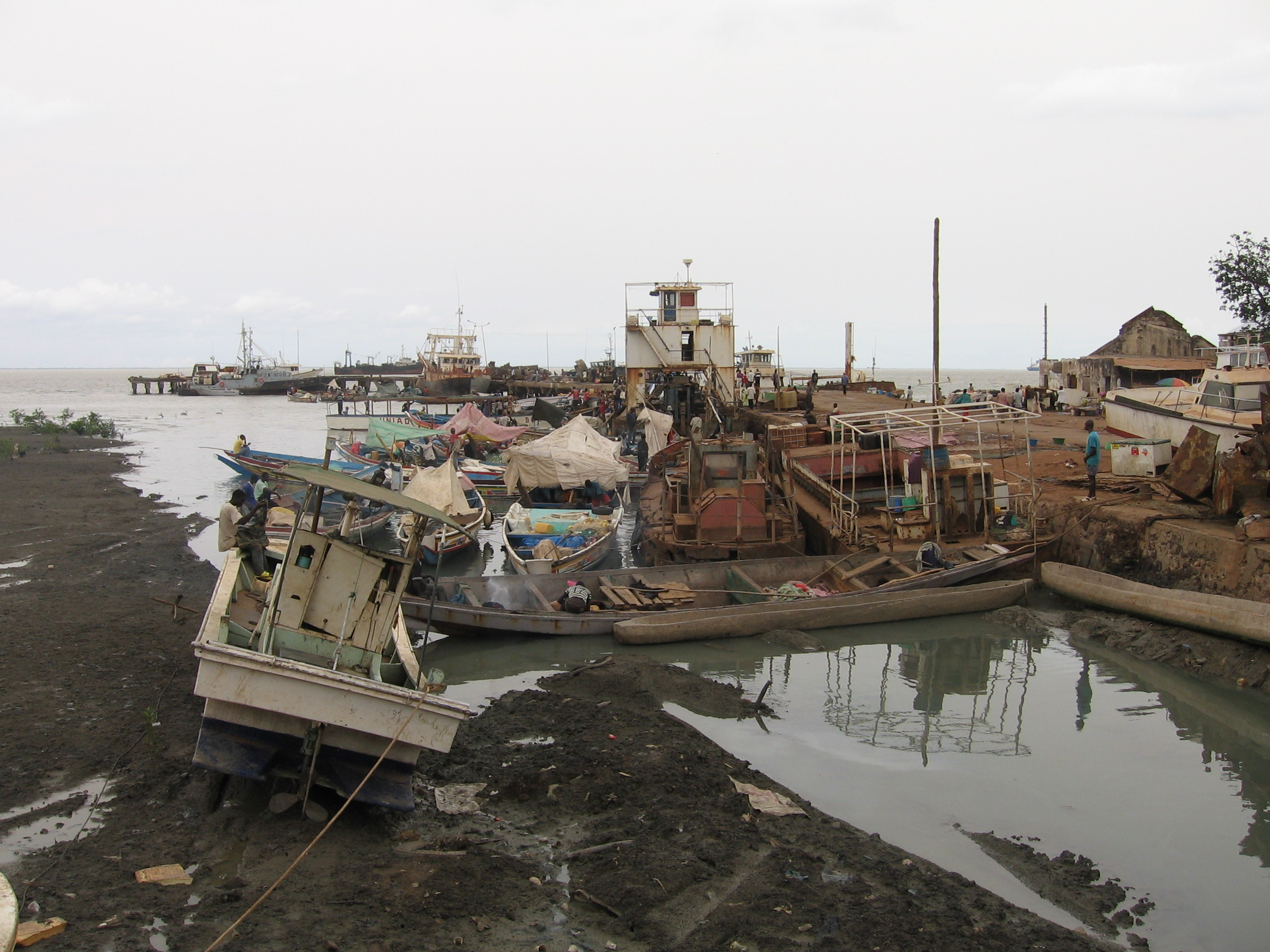
Pidjiguiti haven

Bissau is de hoofdstad van de West-Afrikaanse staat Guinee-Bissau en heeft ongeveer 492.000 inwoners (2015). Het is de grootste stad van het land en een handelscentrum met een haven (Pidjiguiti). Bissau ligt in het deltagebied van de rivier Geba.
De stad werd in 1687 door de Portugezen gesticht als handelspost, en werd vanaf 1753 als versterkte vesting uitgebouwd door hiervoor aangevoerde Kaapverdianen. In 1942 werd het de hoofdstad van Portugees-Guinea.

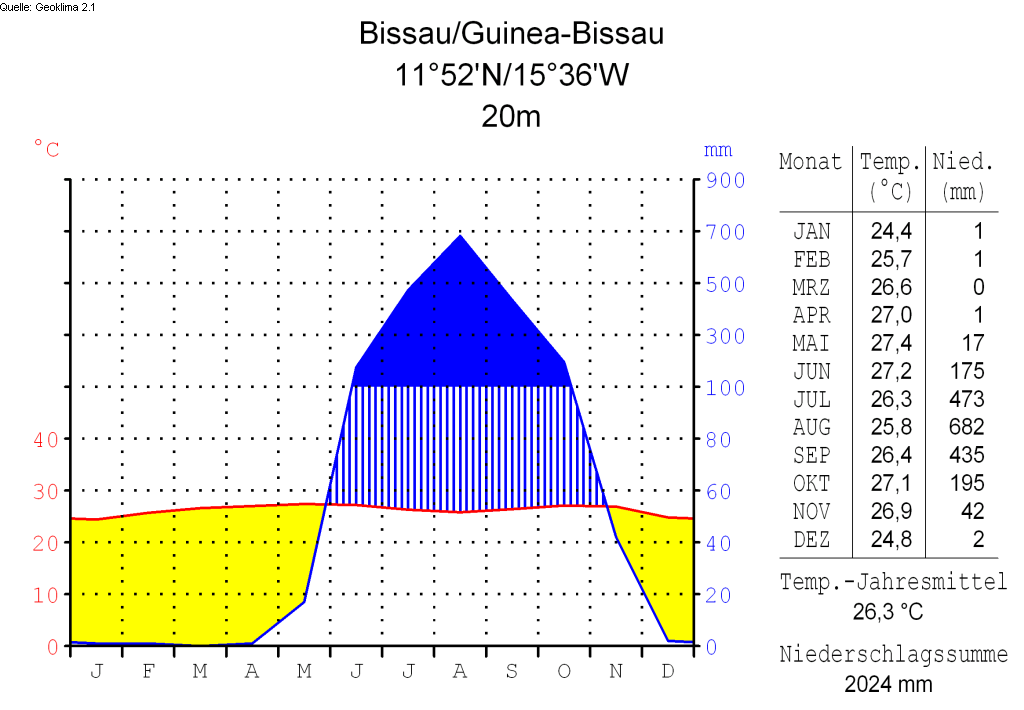
Klimaatdiagram van Bissau

## Geboren in Bissau
- João Bernardo Vieira (1939-2009), president van Guinee-Bissau (1980-1984, 1984-1999, 2005-2009)
- Carlos Correia (1933-2021), premier van Guinee-Bissau (1991-1994, 1997-1998, 2008-2009, 2015-2016)
- Ansu Fati (2002), Spaans voetballer
- Éder (1987), Portugees voetballer
- Danilo Pereira (1991), Portugees voetballer
- Romário Baró (2000), Portugees voetballer
- Bruma (1994), Portugees voetballer
- Carlos Apna Embalo (1994), voetballer
- Ronaldo Vieira (1998), Portugees voetballer
- José Gomes (1999), Portugees voetballer
- Mesca (1993), Portugees voetballer
- Toni Silva (1993), Portugees voetballer
- Úmaro Embaló (2001), Portugees voetballer
- Franculino Djú (2004), Guinee-Bissaus-Portugees voetballer
- Roger Fernandes (2005), Portugees-Guinee-Bissaus voetballer
- Saná Fernandes (2006), Portugees-Guinee-Bissaus voetballer
- Geovany Quenda (2007), Portugees voetballer